# Chi Kiến cò
Chi Kiến cò hay chi Bạch hạc (Rhinacanthus) là một chi thực vật thuộc họ Ô rô (Acanthaceae).

## Danh sách loài
Chi này có các loài sau:
- Rhinacanthus albus
- Rhinacanthus beesianus
- Rhinacanthus breviflorus
- Rhinacanthus calcaratus, Nees - kiến cò móc
- Rhinacanthus chiovendae
- Rhinacanthus dewevrei
- Rhinacanthus gracilis
- Rhinacanthus grandiflorus
- Rhinacanthus humilis
- Rhinacanthus kaokoensis
- Rhinacanthus macilentus
- Rhinacanthus minimus
- Rhinacanthus nasuta
- Rhinacanthus nasutus, Kurz - Kiến cò
- Rhinacanthus ndorensis
- Rhinacanthus oblongus
- Rhinacanthus osmospermus
- Rhinacanthus parviflorus
- Rhinacanthus perrieri
- Rhinacanthus polonnaruwensis
- Rhinacanthus pulcher
- Rhinacanthus rottlerianus
- Rhinacanthus rotundifolius
- Rhinacanthus scoparius, Balf.f.
- Rhinacanthus subcaudatus
- Rhinacanthus tenuipes
- Rhinacanthus tubulosus
- Rhinacanthus virens
- Rhinacanthus xerophilus

## Hình ảnh

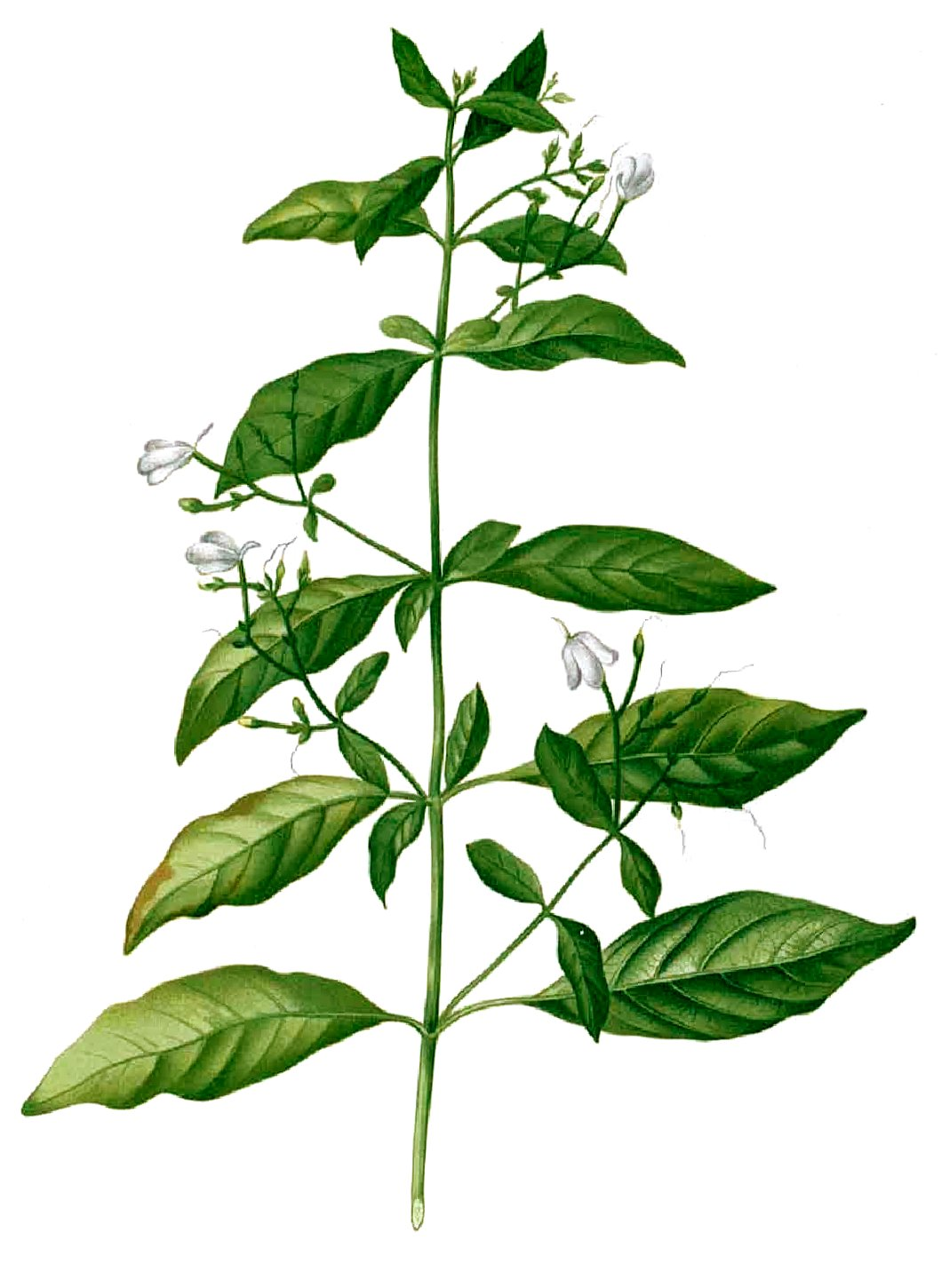
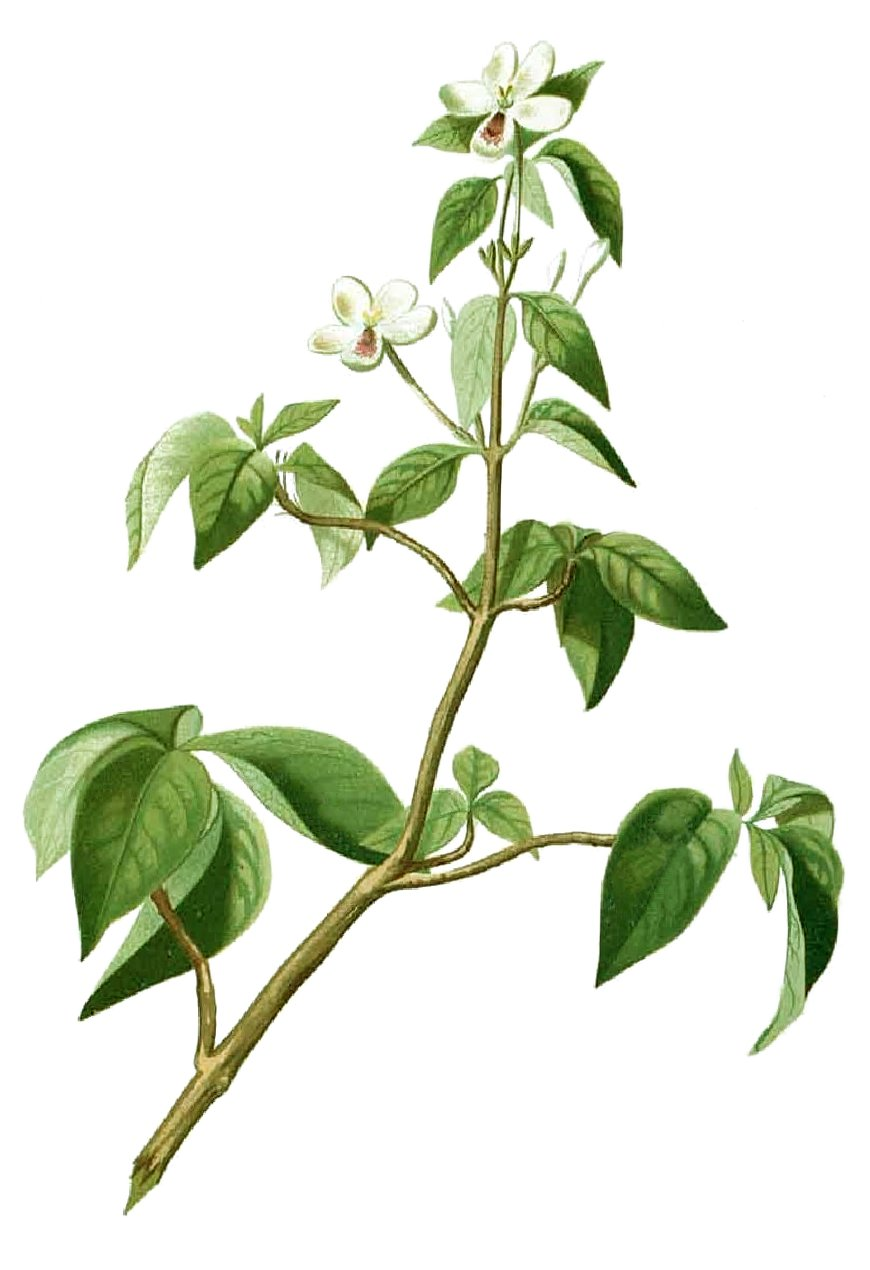